# Wang Ťing-chung
Wang Ťing-chung (čínsky pchin-jinem Wáng Jǐnghóng, znaky 王景弘; † 1435) byl čínský eunuch a mořeplavec. Zaujímal důležité místo mezi admirály stojícími v čele dálkových námořních plaveb organizovaných říší Ming v první polovině 15. století. Byl druhým nejvýznamnějším vůdcem plaveb do Indického oceánu spojovaných se jménem Čeng Chea.

## Život
Wang Ťing-chung patřil mezi eunuchy, které roku 1403 Jung-le, císař čínské říše Ming, pověřil organizací a uskutečněním námořních výprav po všech dosažitelných mořích. Účastnil se prvních tří výprav Čeng Chea do Indického oceánu.
Roku 1425, kdy císař Chung-si připravoval přesun hlavního města z Pekingu zpátky do Nankingu, je Wang Ťing-chung připomínán, vedle Čeng Chea, mezi eunuchy pověřenými velením nankingské posádky a opravami císařských paláců v Nankingu.
V sedmé výpravě Čeng Chea (1431–1433) zaujal rovnocenné postavení s Čengem, když byl stejně jako on jmenován „hlavním vyslancem“, to jest náčelníkem expedice.
Roku 1434 jeden ze sultánů panujících na Sumatře poslal svého bratra s tributem k mingskému císaři Süan-temu. V Pekingu ale onen bratr onemocněl a zemřel. Následující rok Wang Ťing-chung vyplul na Sumatru s císařovým soustrastným dopisem, ale zemřel cestou při ztroskotání své lodi u břehů Jávy.

## V legendách
Jávští Číňané Wang Ťing-chunga uctívají. Podle místních legend byl hlavním navigátorem loďstva Čeng Chea. Během páté plavby čínského loďstva onemocněl a Čeng Che s ním 10 dní zůstal v jisté jeskyni, osobně se staraje o svého pomocníka. Potom loďstvo odplulo, ale Wang se skupinou námořníků a jednou lodí nějakou dobu zůstal na Jávě, kde se zabýval zemědělstvím, obchodem se zlatem a šířením muslimské víry.
Podle legend Wang zemřel na Jávě v 78 letech a byl pochován podle muslimského ritu. V jeskyni u Semarangu, kde se o něho v nemoci staral Čeng Che, byl postaven chrám na Čengovu počest.